# Uranofan

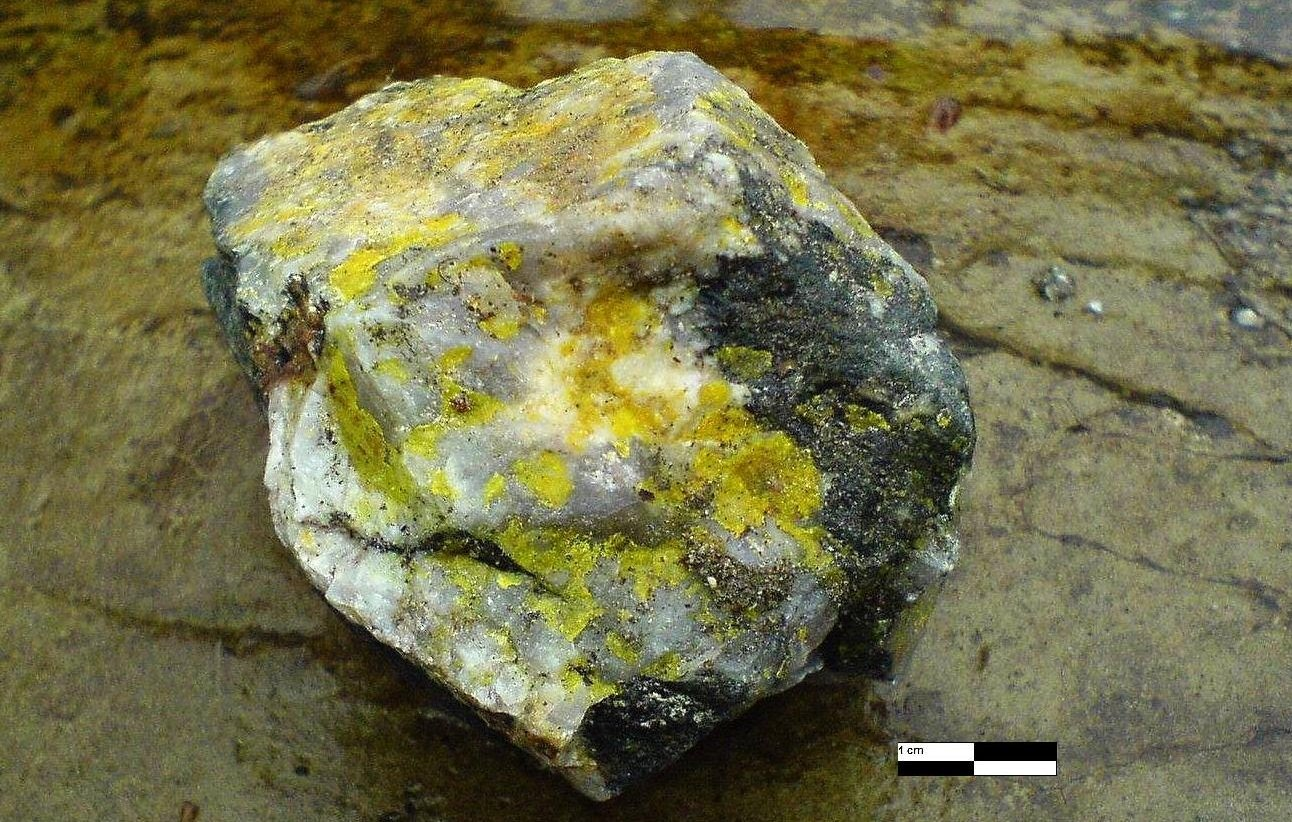
Uranofan z Kowar na Dolnym Śląsku

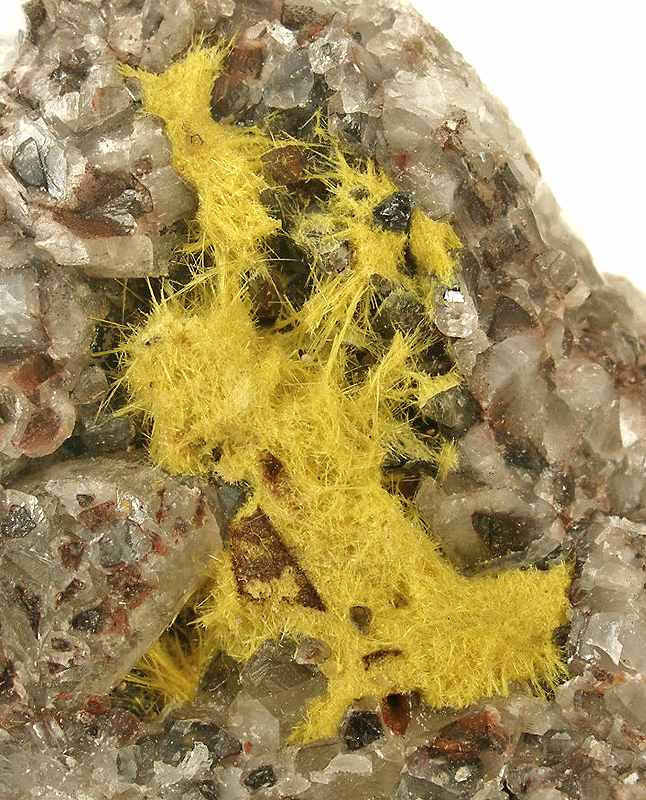
Uranofen na kalcycie

Uranofan – minerał promieniotwórczy z gromady krzemianów, uwodniony krzemian uranylu i wapnia (gromada VI-14 minerały uranylu). Nazwa pochodzi od składu chemicznego (pierwiastek uran, oraz gr. phanos – pojawiać się).
Substancja Ca(UO2)2[HSiO4]2·5H2O tworzy dwa jednoskośne warianty strukturalne, które traktowane są jako odrębne minerały (uranofan i β-uranofan).
Odkryty w 1853 r. w nieczynnej już kopalni „Miedzianka”, oraz w pegmatytach Kruczej Skały niedaleko Jeleniej Góry.

## Charakterystyka

### Właściwości
Tworzy kryształy słupkowe, igiełkowe lub włosowe. Czasem wykształca słupy o pseudotetragonalnym przekroju. Występuje w skupieniach zbitych, ziemistych i igiełkowych, włóknistych, kulistych, promienistych oraz w formie nalotów. Często tworzy pseudomorfozy po uraninicie UO2.

### Geneza
Tworzy się jako minerał wtórny w wyniku wietrzenia (utleniania) minerałów uranu – głównie uraninitu. Często pojawia się również w utworach pegmatytowych i granitach. Rzadziej pojawia się w strefie wietrzenia złóż osadowych.
Asocjacje: najczęściej współwystępuje w towarzystwie uraninitu, autunitu i gummitu.

### Występowanie
Jest minerałem dość powszechnie występującym, jednakże w niewielkich ilościach, głównie w strefach hipergenicznych.
- W świecie jest znany głównie z Konga, Katangi, USA i Kanady
- W Europie występuje głównie we Włoszech (Como i Trentino), Francji (Les Bois Noires, Loire, Owernia), Niemczech (Wōlsendorf, Bawaria), Czechach (złoża uranu w Jáchymovie).

- W Polsce występuje na Dolnym Śląsku, m.in. w Miedziance, w Kowarach, Rudawach Janowickich, Kletnie oraz w pegmatytach Kruczych Skał.

### Zastosowanie
- Stanowi ważną rudę uranu (zawiera go około 67% UO3),
- Ma znaczenie naukowe oraz kolekcjonerskie.